# Kong Kristian
Kong Christian stod ved højen mast (O Rei Cristiano estava perto do masto suntuoso), ou simplesmente Kong Kristian (Rei Cristiano), é o hino real da Dinamarca, usado concomitantemente com Der er et yndigt land, o hino nacional. Adotado em 1780, Kong Kristian é um dos hinos mais antigos do mundo. A letra foi escrita por Ditlev Ludvig Rogert e o compositor da melodia é desconhecido. O hino só é tocado em presença de um membro da família real e, normalmente, apenas a primeira estrofe é usada.

## História

### História da letra
A letra foi escrita em maio de 1778 em Os Pescadores, peça vaudeville de Johannes Ewald, que estreou no Teatro Real Dinamarquês em janeiro de 1780 no aniversário do Rei Cristiano VII. A peça retrata os atos heroicos de pescadores do norte da Zelândia, que salvaram vários marinheiros do afogamento e se recusaram a receber recompensa financeira. Por esta razão, a peça é considerada uma homenagem à marinha, em particular por causa da canção do Rei Cristiano. Na atuação original da peça, no entanto, somente a quarta estrofe é cantada. As primeiras três estrofes foram removidas por demonstrarem inimizade em relação à Suécia, que à época era uma importante aliada contra o Reino Unido, constituindo a Primeira Liga da Neutralidade Armada.[carece de fontes?]

### Melodia
O autor da melodia do hino é um debate recorrente. Foi originalmente creditada a Johann Hartmann, o mesmo que compôs a partitura para a peça de onde a letra se origina, mas sua partitura original para a peça vaudeville  é completamente diferente da que é usada hoje. Um outro candidato à composição da melodia é um amigo de Johannes Ewald, o juiz Ditlev Ludvig Rogert, que tocava violino – muitos intelectuais do século XIX defenderam esta hipótese. Em 1880, Vilhelm Carl Ravn apresentou sua teoria de que a melodia pode ter sido criada bem antes do poema de Ewald e não teve nenhum compositor em particular. Esta é a teoria mais aceita hoje em dia. A melodia é por vezes erroneamente creditada a Friedrich Kuhlau, que popularizou Kong Christian por usar seu próprio arranjo da música na sua peça Elverhøj, que estreou no casamento entre o príncipe herdeiro Frederico (que mais tarde se tornaria o Rei Frederico VII) e a Princesa Guilhermina Maria em novembro de 1828.

### Tema
O tema da canção é o heroísmo dos marinheiros do Reino da Dinamarca e Noruega durante as guerras contra a Suécia nos séculos XVII e XVIII. Entre os nomes mencionados, estão o rei Cristiano IV, Niels Juel e Peter Wessel Tordenskiold.
A primeira estrofe se refere à Batalha de Colberger Heide (1º de julho de 1644) em que o Rei Cristiano IV é atingido por um estilhaço e aparenta ter morrido, mas logo se levanta e encoraja a tripulação a continuar a batalha.